# Markt 3 (Neustrelitz)

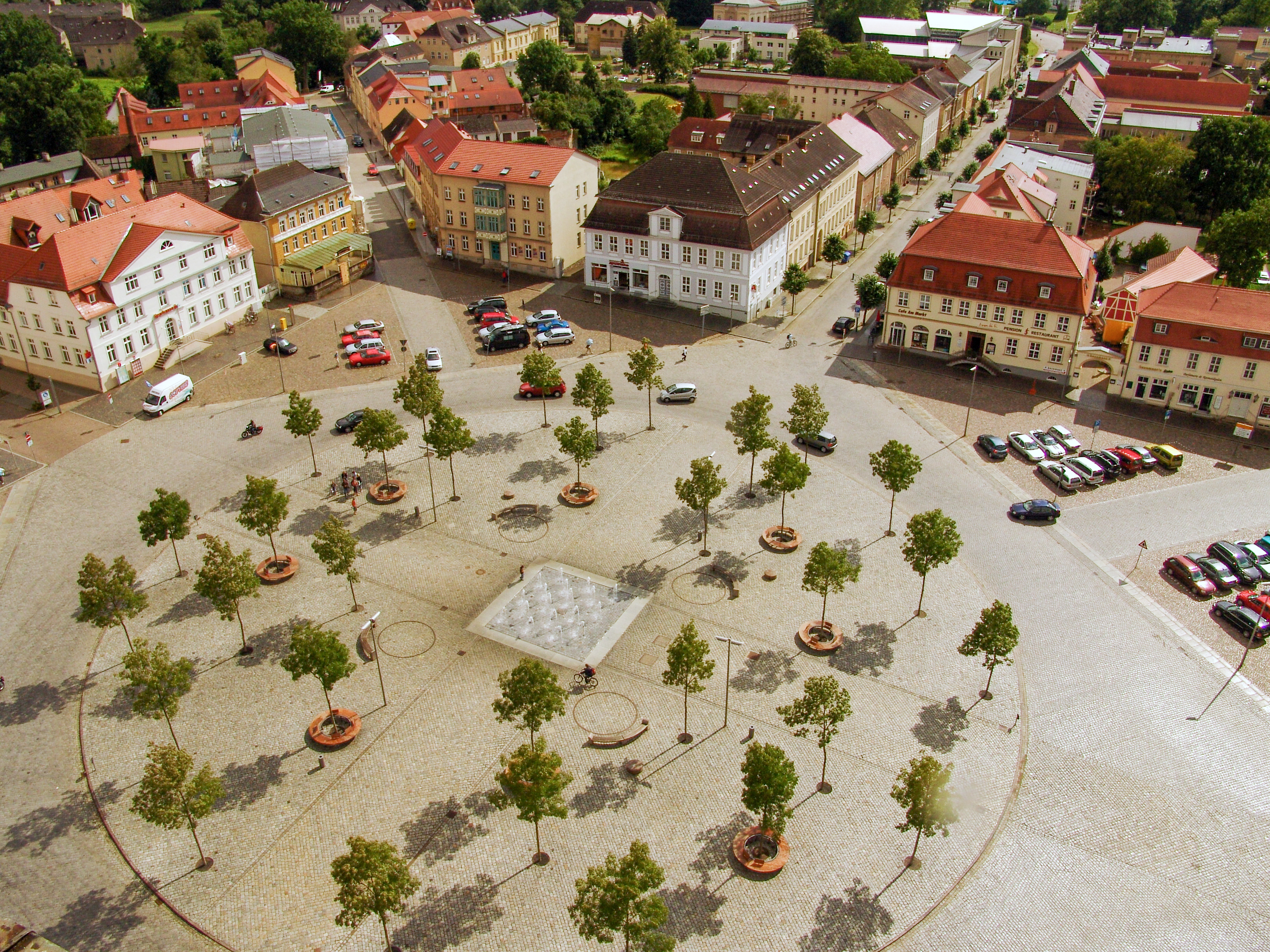
Markt, Südwestseite; Nr. 3: zweites Haus links

Das Wohn- und Geschäftshaus Markt 3, seltener auch Humperdinck-Haus genannt, in Neustrelitz (Mecklenburg-Vorpommern) an der Südseite des Marktplatzes, wurde im 18. Jahrhundert gebaut. Hier befindet sich heute ein Restaurant.
Das Gebäude steht unter Denkmalschutz.

## Geschichte
Die Residenzstadt Neustrelitz mit 20.151 Einwohnern (2020) wurde erstmals 1732 erwähnt.
Das dreigeschossige Eckgebäude von 1750 mit einem geknickten Walmdach auf einem verzierten Kraggesims, einer nach Umbau klassizistischen Fassade und mit einer später verglasten Veranda steht an dem prägenden quadratischen spätbarocken Marktplatz mit seinen sternförmigen acht Straßen. Das Haus war früher eine Pension bzw. Hotel mit Gaststätte.
Eine Gedenkplatte erinnert daran, dass der Komponist Engelbert Humperdinck hier 1921 eine kurze Zeit lang wohnte und starb, als er seinen Sohn Wolfram besuchte, der in Neustrelitz die Oper Der Freischütz inszenierte.
Das Haus wurde im Rahmen der Städtebauförderung saniert.